# Попельнастівська сільська територіальна громада
Попельнастівська сільська громада — територіальна громада в Україні, в Олександрійському районі Кіровоградської області. Адміністративний центр — село Попельнасте.
Площа громади — 736,1 км², населення — 8 534 мешканці (2020).

## Населені пункти
У складі громади 30 сіл:
- Братське
- Гулевичі
- Дівоче Поле
- Добронадіївка
- Долинське
- Зелена Балка
- Зелене
- Зелений Барвінок
- Зелений Гай
- Катеринівка
- Куколівка
- Медове
- Михайлівка
- Новозолотарівка
- Олександрівка
- Пахарівка
- Петрозагір'я
- Попельнасте
- Солов'ївка
- Сонине
- Староганнівка
- Тарасівка
- Тарасово-Шевченкове
- Травневе
- Трудівка
- Улянівка
- Червона Кам'янка
- Червоний Поділ
- Щасливе
- Ялинівка